# Titanattus saevus
Espèce
Titanattus saevus est une espèce d'araignées aranéomorphes de la famille des Salticidae.

## Distribution
Cette espèce  se rencontre au Guatemala et au Mexique au Tabasco,.

## Description
Le mâle holotype mesure 5 mm.

## Systématique et taxinomie
Cette espèce a été décrite par Peckham et Peckham en 1885.

## Publication originale
- Peckham & Peckham, 1885 : « On some new genera and species of Attidae from the eastern part of Guatemala. » Proceedings of the Natural History Society of Wisconsin, vol. 1885, p. 62-86 (texte intégral).